# Lamprosticta viridana
Lamprosticta viridana là một loài bướm đêm trong họ Noctuidae.